# 帯広市立清川中学校
帯広市立清川中学校（おびひろしりつ きよかわちゅうがっこう）は、北海道帯広市に所在する公立（市立）中学校。

## 生徒
- 生徒数 - 27人
  - 1年生 - 8人
  - 2年生 - 10人
  - 3年生 - 9人
  - 特別支援学級（内数）- 3人

2019年（令和元年）5月1日現在

## 沿革
- 1947年（昭和22年）5月1日 - 川西村立清川小学校の併置校として川西村立清川中学校が発足する[1]。
- 1951年（昭和26年）4月1日 - 川西村立太平中学校と統合する[1]。
- 1957年（昭和32年）4月2日 - 川西村が帯広市に編入したことに伴い、帯広市立清川中学校に改称する[1]
- 1980年（昭和55年）
  - 4月1日 - 帯広市立岩内中学校と統合する[1]。
  - 12月24日 - 新校舎（現在の校舎）に移転する[1]。
- 1997年（平成9年）11月30日 - 開校50周年記念式典及び祝賀会を挙行する[1]。

## 部活動
運動部
- 野球部
- 男女バドミントン部
- 女子バレーボール部

文化部
- 総合文化部

2020年（令和2年）4月現在

## 通学区域
【出典】
- 清川町
- 太平町
- 岩内町
- 美栄町